# Namu, la ballena salvaje
Namu, the Killer Whale, conocida en español como Namu, la ballena salvaje es una película estadounidense de 1966 dirigida por László Benedek y protagonizada por Robert Lansing, John Anderson y Robin Mattson. La cinta fue galardonada con el premio a la mejor película infantil del año en el Festival de Cine de Gijón.
- Datos: Q6962107